# Хёрстон, Зора Ниэл
Зора Нил Хёрстон (англ. Zora Neale Hurston, 7 января 1891, Нотасалга, Алабама, США — 28 января 1960, Форт-Пирс, Флорида) — американская писательница-афроамериканка (автор четырёх романов и пятидесяти опубликованных рассказов), фольклористка и антрополог, более всего известная как автор романа «Их глаза видели Бога» (1937). Участвовала в движении так называемого Гарлемского ренессанса.

## Биография
Родилась в семье баптистского священника и школьной учительницы. В 1918 году поступила в Говардский университет, в котором проходила курсы испанского, английского, греческого языков, а также курсы публичных выступлений. Получила диплом об окончании колледжа в 1920 году. В 1927 году окончила Барнард-колледж в Нью-Йорке по специальности антропология; была единственной чернокожей студенткой в колледже, специализировалась на изучении афроамериканского фольклора и гаитянского вуду.
Придерживалась правых взглядов. После публикации в 1948 году романа, в котором главными героями были белые бедняки, подверглась опале со стороны различных общественных сил и остаток жизни провела в небольшом городке в штате Флорида, где работала в школе и библиотеке.

## Память и оценки
На протяжении многих лет была фактически забыта, интерес к её творчеству стал возрождаться только с 1975 года.
В 2013—2019 году ряд её произведений был переиздан, в 2014 году к 123-летний её юбилей отмечался Google Doodle.

## Фильмы
- В 1935 и 1936 годах Зора Нил Херстон снимала документальные сцены[5] в рамках своей полевой работы во Флориде и Гаити. Эти съёмки стали редким и ценным этнографическим свидетельством по религиям худу и вуду в США и Гаити.
- Повесть Their Eyes Were Watching God 1937 года была экранизирована в 2005 году Опрой Уинфри.

## В культуре
- В 1989 в эфир PBS вышла драма по мотивам жизни Хёрстон под названием «Зора — это мое имя!».
- В 1992-95 вышел детский телесериал PBS Ghostwriter, в котором особое внимание уделялось навыкам чтения и письма. Его главные герои посещали вымышленную среднюю школу Зоры Нил Хёрстон.
- В фильме 2004 года Как брат брату, действие которого частично происходит во время Гарлемского ренессанса, её сыграла Онжаню Эллис.
- 9 апреля 2008 PBS транслировал 90-минутный документальный фильм Zora Neale Hurston: Jump at the Sun,[6] созданный Кристи Андерсен,[7] часть сериала American Masters.[8]
- В 2009 Хёрстон была показана в 90-минутном документальном фильме о WPA Writers' Project, озаглавленном Soul of a People: Writing America’s Story.[9][10][11][12]
- В 2017 Джеки Кей представила 30-минутную радиопередачу A Woman Half in Shadow на BBC Radio 4 о Зоре Хёрстон. Первое вещание 17 апреля, в дальнейшем — подкаст.[13][14]
- Розонда Томас сыграла роль Хёрстон в фильме 2017 года Маршалл.[15]